# Hermann Eule Orgelbau Bautzen
Hermann Eule Orgelbau Bautzen je varhanářská společnost založená 26. ledna 1872 v saském Budyšíně. Navázala zde na dlouhou tradici výroby varhan sahající až do 16. století. Za svou historii vyrobila téměř 700 nástrojů, z toho kolem 400 bylo postaveno v Sasku.

## Historie
Firmu založil 26. ledna 1872 Hermann August Eule (1846–1929), syn výrobce hudebních nástrojů Carla Augusta Euleho. Mezi lety 1864 a 1868 byl tovaryšem u varhanáře Leopolda Kohla v Budyšíně. Následující čtyři roky do roku 1872 byl na vandru a pracoval jako tovaryš například u Carla I. Voigta v Halberstadtu a u Balthasara Schlimbacha ve Würzburgu. Protože Hermannův jediný syn Georg padl roku 1918 v první světové válce, vedla po zakladatelově smrti podnik dcera Johanna (1877–1970). Ta roku 1957 předala firmu svému adoptivnímu synovi Hansi Eulemu (1923–1971), který ji vedl až do roku 1971, kdy předčasně zemřel. Vedení podniku tak připadlo jeho manželce Ingeborg Eule (1925–2017). V této době byla již firma vedena jako podnik se státní účastí, roku 1972 byla pak zcela vyvlastněna. Nadále nesla jméno VEB Orgelbau Bautzen, později však bylo jméno rodiny Euleových do názvu navráceno. Kvůli zkušenostem musel nechat východoněmecký režim i nadále Ingeborg Eule ve vedení podniku.
Roku 1990 byl podnik navrácen rodině. Mezi lety 1987 a 2005 byl obchodním ředitelem varhanář Armin Zuckerriedel (* 1942), od roku 2006 Ingeboržina neteř Anne-Christin Eule, od roku 2008 také Jiří Kocourek, který tuto funkci roku 2013 předal Dirku Eulemu, manželovi Anne-Christin Eule. Jiří Kocourek od té doby pracuje jako umělecký ředitel, jako technický ředitel pracuje varhanář Christoph Lumpe, dlouholetý konstruktér a vedoucí dílny zaměstnaný ve firmě od roku 1978. Ingeborg Eule obdržela roku 2006 saský Řád za zásluhy „také za to, že se jí úspěšně podařilo zachránit části varhan z lipského univerzitního kostela svatého Pavla. Univerzitní kostel byl roku 1968 odstřelen, protože stál v cestě novostavbě univerzitního kampusu.“ Ingeborg Eule zemřela 23. srpna 2017 ve věku 92 let jen několik dní před požehnáním koncertních varhan v drážďanském Paláci kultury.
V roce 2022 zrestaurovala firma Hermann Eule Orgelbau varhany v jabloneckém kostele Nejsvětějšího srdce Ježíšova, které patří ke zvukově nejbohatším nástrojům v litoměřické diecézi. V roce 2023 měla firma naplněné zakázkové knihy až do konce roku 2024. Podle Dirka Euleho jsou vítáni všichni učni a spolupracovníci, kteří se u tradičního výrobce chtějí věnovat stavbě varhan.

## Výroba
Společnost se specializuje na výrobu nových varhan a na restaurování starých varhan. Firma se hlásí k tradici svého zakladatele Hermanna Euleho a také varhanáře Gottfrieda Silbermanna. Zakladatel firmy postavil 173 varhan, mezi nimi také největší nástroj budyšínského chrámu svatého Petra z roku 1910 s 62 rejstříky ve třech manuálech a pedálu. V samotném Sasku postavil Hermann Eule a jeho následovníci kolem 400 varhan, z kterých se velká část dochovala. Výroba zahrnuje kromě kostelních varhan také varhany pro umělecké instituce, mezi jinými varhany v koncertním sále Vysoké školy hudební a divadelní v Lipsku (2002), v Hudební akademii Samuela Rubina v Tel Avivu (2002), výukové varhany Univerzity Mozarteum v Salcburku (2007) a koncertní varhany ve velkém sále Nadace Mozarteum v Salcburku (2010). Za časů NDR byly vyvinuty přenosné koncertní varhany, které se daly na místo určení přepravit v Trabantu kombi. Často byly používány místo cembala pro basso continuo.

## Varhany (výběr)
Velikost nástroje je uvedena v šestém (počet manuálů/samostatný pedál) a sedmém sloupci (počet rejstříků). Kurzíva značí, že se dané varhany nedochovaly, případně že se zachoval jen prospekt.
| Rok       | Opus | Místo                           | Kostel (instituce)                                 | Foto  | Manuály | Rejstříky       | Poznámky |
| --------- | ---- | ------------------------------- | -------------------------------------------------- | ----- | ------- | --------------- | --- |
| 1873      | 1    | Neukirch/Lausitz                | evangelicko-luterský kostel                        |       | II/P    |                 | první varhany Hermanna Euleho |
| 1876      |      | Bad Schandau                    | kostel svatého Jana                                |       |         |                 | nedochovaly se (nahrazeny roku 1927 Jehmlichovými) |
| 1877/78   |      | Drážďany                        | kostel svatého Jana                                |       | II/P    | 28              | zničeny roku 1945 při bombardování města |
| 1878      | 7    | Kesselsdorf                     | kostel svaté Kateřiny                              |       | II/P    | 19              | |
| 1881      |      | Ehrenberg                       | vesnický kostel                                    |       |         |                 | |
| 1884      | 25   | Neustadt in Sachsen             | kostel svatého Jakuba                              |       | II/P    | 28              | 1977–1978 restaurování, 2010 generální oprava |
| 1888      | 41   | Drážďany-Pieschen               | kostel svatého Marka                               |       | II/P    | 26              | 2006 restaurování |
| 1889      | 42   | Bernstadt auf dem Eigen         | kostel Panny Marie a svatého Kříže                 |       | II/P    | 32              | 1998 generální oprava |
| 1888–1889 | 44   | Filipov                         | bazilika Panny Marie Pomocnice křesťanů            |       | II/P    | 22              | 2009 generální oprava |
| 1889      | 45   | Eibau                           | evangelicko-luterský kostel                        |       | II/P    | 35              | největší varhany s kuželovými vzdušnicemi, 2006 generální oprava |
| 1890      | 48   | Hochkirch                       | vesnický kostel                                    |       | II/P    | 34              | |
| 1892      | 58   | Budyšín                         | kostel svatého Michaela                            |       | II/P    | 27              | |
| 1892      |      | Sebnitz                         | kostel Povýšení svatého Kříže                      |       | II      | 13              | |
| 1894      | 62   | Lipsko                          | kostel svatého Kříže                               |       | II/P    | 32              | |
| 1894      |      | Wehrsdorf                       | kostel Nejsvětější Trojice                         |       | II/P    | 24              | |
| 1895      | 65   | Elterlein                       | kostel svatého Vavřince                            |       | II/P    | 28              | největší mechanické varhany s kuželovými vzdušnicemi |
| 1896      |      | Dohna                           | kostel Panny Marie                                 |       | II/P    | 28              | mechanické kuželové vzdušnice, jedny z prvních Eulových pozdněromantických varhan v Saskuchsen, převážná část dochovaná                                                                                                   |
| 1896      | 68   | Schirgiswalde                   | kostel svatého Michaela                            |       | II/P    | 15              | 2015 restaurovány |
| 1897      | 70   | Arnsfeld                        | evangelicko-luterský kostel                        |       |         |                 | |
| 1898      | 71   | Kleinwolmsdorf                  | vesnický kostel                                    |       | II/P    | 15              | od roku 1907 jsou mechanické vzdušnice řízené pneumatickým relé, roku 1990 restaurovány a 2010 generální oprava |
| 1897      | 72   | Fördergersdorf                  | vesnický kostel                                    |       | II/P    | 14              | |
| 1897–1900 |      | Stolpen                         | evangelicko-luterský kostel                        |       | II/P    | 23              | barokní prospekt z roku 1766 od Johanna Christiana Pfenniga |
| 1899–1900 | 80   | Sohland an der Spree            | evangelicko-luterský kostel                        |       | II/P    | 27              | nově postavený nástroj v prospektu o Christiana Gottfrieda Herbriga z roku 1824, roku 1998 generální oprava |
| 1901      |      | Schwarzenberg                   | Emmauskirche                                       |       |         |                 | |
| 1901      | 86   | Börnichen/Erzgebirge            | evangelicko-luterský kostel                        |       | II/P    | 13              | |
| 1901      | 88   | Waldkirchen/Erzgebirge          | kostel svatého Jiří                                |       | II/P    | 18              | |
| 1901      | 85   | Drážďany-Leuben                 | kostel Nanebevzetí Panny Marie                     |       | II/P    | 38              | pneumatische Orgel |
| 1901      |      | Neusalza-Spremberg              | vesnický kostel                                    |       | II/P    | 25              | |
| 1904      |      | Varnsdorf                       | kostel svatého Petra a Pavla                       |       | II/P    | 25              | |
| 1904      |      | Lipsko-Kleinzschocher           | Taborkirche                                        |       | II      |                 | během druhé světové války poškozené, obnovené v letech 1966–1967 |
| 1908      | 116  | Goldbach                        | kostel Panny Marie                                 |       | II/P    | 18              | |
| 1910      | 119  | Budyšín                         | Chrám svatého Petra                                |       | III/P   | 62              | varhany v evangelické části kostela |
| 1910–1911 |      | Oberottendorf                   | vesnický kostel                                    |       |         |                 | kompletní restaurování starších varhan |
| 1911      | 129  | Reinhardtsdorf                  | vesnický kostel (Reinhardtsdorf)                   |       | II/P    | 14              | |
| 1913      | 136  | Plavno                          | kostel svatého Marka                               |       | III/P   | 52              | v době výstavby druhé největší varhany Fojtska |
| 1913      | 141  | Löbau                           | kostel Jména Panny Marie                           |       | II/P    | 14              | |
| 1914      | 143  | Crostwitz                       | kostel svatého Šimona a Judy                       |       |         |                 | nedochovaly se, části použity pro stavbu nových varhan v roce 1990 |
| 1921      |      | Grünhain-Beierfeld              | Kristův kostel                                     |       |         | 22              | přestavba kostelních varhan s využitím původního prospektu od Otty Pauliga |
| 1922      | 157  | Bad Schlema                     | kostel Martina Luthera                             |       | II/P    | 17              | přestavba varhan z roku 1899 od Emila Müllera |
| 1928      | 166  | Zscheila                        | kostel Nejsvětější Trojice                         |       | II/P    | 30              | nové varhany s využitím většiny píšťal z předchozích varhan z roku 1878 od Urbana Kreuzbacha, prospekt zvětšen a bohatě ozdoben, firmou Eule několikrát předisponovány a roku 1978 rozšířeny (aktuální dispozice II/P/33) |
| 1928      | 167  | Grimma                          | Frauenkirche                                       |       | II/P    | 25+5            | přestavba a rozšíření Jehmlichových varhan z roku 1890 o pět rejstříků, v letech 1974 a 1995 obnoveny, roku 2005 byla rozšířena vzdušnice a rejstřík hoboj 8'                                                             |
| 1929      | 173  | Niederrabenstein                | kostel svatého Jiří                                |       | II/P    | 33+2            | použití části materiálů z varhan Urbana Kreutzbacha z roku 1854, 2000 generální oprava |
| 1929      | 174  | Döbeln                          | kostel svatého Mikuláše                            |       | III/P   | 57+2            | 2001 restaurovány |
| 1930      | 175  | Frankenberg                     | kostel svatého Jiljí                               |       | III/P   | 64              | nový nástroj s použitím píšťal z předchozího z roku 1875 od Richarda Kreutzbacha, roku 2012 oprava od firmy Mitteldeutscher Orgelbau A. Voigt                                                                             |
| 1933      | 178  | Lengefeld                       | kostel svatého Kříže                               |       | II/P    | 22              | přestavba varhan od Zachariase Hildebrandta z let 1725–1726, 2014 rekonstrukce |
| 1934      |      | Thum                            | kostel svatého Kříže                               |       |         |                 | přestavba varhan od Carla Eduarda Schuberta z roku 1869 |
| 1936      |      | Chemnitz                        | kostel svatého Kříže                               |       | III/P   | 39              | varhany s elektrickou trakturou, zničené s kostelem roku 1945 |
| 1939      | 215  | nástroj v soukromém vlastnictví |                                                    |       | I       |                 | objednán paní Ursulou Walcha jako dar pro jejího muže Helmuta Walchu |
| 1940      |      | Česká Kamenice                  | evangelický kostel                                 |       | II/P    | 8               | |
| 1941      |      | Rožany                          | kaple svatého Jana Křtitele                        |       | I       | 7               | |
| 1948      |      | Lipsko                          | kostel svatého Pavla                               |       | IV/P    | 80              | přestavba |
| 1950      | 260  | Neschwitz                       | evangelicko-luterský kostel                        |       | II/P    | 20              | 1996 generální oprava |
| 1951      |      | Schwarzenberg                   | kostel svatého Jiří                                |       |         |                 | malé varhany |
| 1952      | 263  | Mauersberg                      | kaple svatého Kříže                                |       | II/P    | 16              | jediná celesta v Sasku |
| 1952      | 264  | Berlin-Weißensee                | vesnický kostel                                    |       | II/P    | 10              | 2009 rekonstrukce |
| 1953      | 278  | Forst (Dolní Lužice)            | kostel Nejsvětějšího srdce Ježíšova                |       | II/P    | 18              | [ 19 ] |
| 1954      |      | Drážďany-Blasewitz              | kostel svatého Ducha                               |       | II/P    |                 | varhany byly do roku 1973 umístěné v kostele svatého Marka v Lipsku |
| 1955      | 277  | Görlitz                         | kostel Nejsvětější Trojice                         |       | II/P    | 28              | nový nástroj v prospektu od Julia Röhla z roku 1910 se součástmi od Friedricha Ladegasta z roku 1873 |
| 1958      | 289  | Forst (Dolní Lužice)            | kostel svatého Mikuláše                            |       | III/P   | 37              | [ 21 ] |
| 1959      | 303  | Oelsnitz                        | Kristův kostel                                     |       | II/P    | 22              | prospekt ze Steinmüllerových varhan z roku 1826 |
| 1960      |      | Senftenberg                     | kostel svatého Petra a Pavla                       |       | III/P   | 29              | 2222 píšťal, požehnány na první adventní neděli 1960, 2003 generální oprava |
| 1960      |      | Buckow                          | kaple svatého Ducha                                |       | II/P    | 7               | [ 22 ] |
| 1962      | 295  | Plavno                          | kostel svatého Pavla                               |       | III/P   | 40              | 2002 generální oprava |
| 1962      |      | Greifswald                      | Nadace Johanny Odebrecht                           |       | II/P    | 10              | |
| 1962      |      | Königstein                      | kostel Panny Marie                                 |       | I       | 5               | kůrové varhany |
| 1963      |      | Lubmin                          | kostel svatého Petra                               |       | II/P    | 10              | žehnání 17. listopadu 1963 |
| 1965      |      | Pockau                          | evangelicko-luterský kostel                        |       |         |                 | přestavba varhan Carla Eduarda Schuberta z roku 1889 |
| 1965      | 319  | Halberstadt                     | dóm svatého Štěpána a Sixta                        |       | IV/P    | 66              | nový nástroj v barokním prospektu od Herbsta z roku 1718 |
| 1966      | 377  | Saarbrücken                     | kostel svaté Maří Magdalény                        |       | I/P     | 5               | do roku 2006 umístěné v kostele svatého Marka v Burbachu |
| 1968      |      | Saarburg                        | evangelický kostel                                 |       | I/P     | 7               | |
| 1969      | 327  | Zwickau                         | kostel Panny Marie                                 |       | IV/P    | 77              | s 6000 píšťalami největší varhany postavené ve východním Německu |
| 1968–1970 | 389  | Falkenstein                     | kostel svatého Kříže                               |       | III/P   | 39              | nový nástroj náhradou za varhany Urbana Kreutzbacha z roku 1869, 2008 generální oprava |
| 1970      |      | Anklam                          | kostel svatého Kříže                               |       |         |                 | |
| 1972      | 400  | Míšeň                           | míšeňský dóm                                       |       | III/P   | 40              | generální opravy v letech 2000 a 2008 |
| 1975      | 440  | Schirgiswalde                   | kostel Nanebevzetí Panny Marie                     |       | III/P   | 31              | 2010 generální oprava |
| 1979      | 465  | Annaberg-Buchholz               | kostel svaté Anny                                  |       | II/P    | 12              | malé varhany v oltářním prostoru |
| 1980      |      | Schneeberg                      | kostel Panny Marie                                 |       |         |                 | |
| 1983      | 503  | Naumburg                        | naumburský dóm                                     |       | II/P    | 28              | 2004 generální oprava |
| 1983      | 518  | Huysburg                        | klášterní kostel Nanebevzetí Panny Marie           |       | II/P    | 27              | nový nástroj umístěný v prospektu od Johanna Christopha Wiedemanna z roku 1761 |
| 1984      | 500  | Chotěbuz                        | kostel svatého Mikuláše                            |       | III/P   | 50              | [ 27 ] |
| 1984      | 523  | Jahnsdorf                       | vesnický kostel                                    |       |         |                 | varhany ve zmenšeném prospektu z 50. let 18. století |
| 1984      | 521  | Drebach                         | vesnický kostel                                    |       | II/P    | 29              | prospekt od Christiana Gottloba Steinmüllera z let 1824–1825 |
| 1985      | 526  | Budyšín                         | kostel Panny Marie a svaté Marty                   |       | II/P    | 36              | |
| 1985      | 527  | Drážďany-Plauen                 | kostel Zmrtvýchvstání Páně                         |       | III/P   | 44              | [ 29 ] |
| 1985      | 530  | Berlín                          | francouzský dóm                                    |       | II/P    | 25/31           | [ 30 ] |
| 1987      | 535  | Čeljabinsk                      | koncertní sál katedrály svatého Alexandra Něvského |       | III/P   | 37              | 1998 a 2014 generální opravy |
| 1988      | 542  | Göda                            | kostel svatého Petra a Pavla                       |       | II/P    | 24              | návrh prospektu od Friedricha Presse |
| 1989      | 545  | Görlitz                         | katedrála svatého Jakuba                           |       | III/P   | 47              | 2008 generální oprava |
| 1989      | 549  | Mauersberg                      | evangelicko-luterský kostel                        |       | II/P    | 17              | novogotický prospekt od Emila Müllera z roku 1890 |
| 1990      | 555  | Crostwitz                       | kostel svatého Šimona a Judy                       |       | II/P    | 31              | nový nástroj s využitými součástmi z Euleho varhan z roku 1914 |
| 1990      |      | Dessau-Roßlau                   | kostel svatého Jana                                |       | III/P   | 48              | [ 33 ] |
| 1992      | 582  | Drážďany                        | kostel svatých Tří králů                           |       | II/P    | 36              | 2007 generální oprava |
| 1992      | 590  | Löbau                           | kostel svatého Mikuláše                            |       | III     | 39              | [ 35 ] |
| 1992      | 592  | Bonn-Holzlar                    | evangelický kostel Dornbuschkirche                 |       | II/P    | 16              | [ 36 ] |
| 1993      | 595  | Zwönitz                         | kostel Nejsvětější Trojice                         |       | II/P    | 32              | barokní Donatiho prospekt z roku 1732 |
| 1993      | 594  | Chemnitz                        | kostel svatého Kříže                               |       | II/P    | 34              | |
| 1993      | 596  | Schwarzenberg                   | kostel svatého Jiří                                |       | II/P    | 39              | [ 38 ] |
| 1993      |      | Mnichov                         | Reformations-Gedächtnis-Kirche                     |       | II/P    | 20              | |
| 1994      | 599  | Mnichov-Sendling                | kostel Nanebevzetí Panny Marie                     |       | III/P   | 33              | |
| 1994      | 602  | Ebersbach                       | evangelicko-luterský kostel                        |       | II/P    | 39              | prospekt z roku 1685 |
| 1995      | 605  | Lambrechtshagen                 | vesnický kostel                                    |       | II/P    | 12              | [ 40 ] |
| 1995      | 606  | Neumarkt in der Oberpfalz       | Kristův kostel                                     |       | II/P    | 22              | |
| 1996      | 610  | Berlín-Špandava                 | kostel svatého Mikuláše                            |       | III/P   | 51              | |
| 1997      | 611  | Halberstadt                     | klášterní kostel svatého Ondřeje                   |       | II/P    | 25              | nový nástroj |
| 1997      | 615  | Grafengehaig                    | kostel svatého Ducha                               |       | II/P    | 21              | nový nástroj |
| 1997      | 616  | Brémy                           | kostel Panny Marie                                 |       | II/P    | 11              | nový nástroj |
| 1997      | 620  | Panschwitz-Kuckau               | Klášter Marienstern                                |       | II/P    | 20+3            | nový nástroj |
| 1998      | 622  | Norimberk-Mögeldorf             | kostel svatého Mikuláše a Oldřicha Augsburského    |       | II/P    | 37              | nový nástroj |
| 1998      | 624  | Moers                           | kostel svatého Konráda                             |       | II/P    | 16              | nový nástroj |
| 1998      | 625  | Neuenkirchen (Dolní Sasko)      | kostel svatého Bonifáce                            |       | II/P    | 32              | nový nástroj |
| 1999      | 621  | Schwabmünchen                   | kostel svatého Michaela archanděla                 |       | IV/P    | 57              | |
| 1999      | 626  | Wurzen                          | kostel svatého Václava                             |       | II/P    | 18+5            | nový nástroj] |
| 1999      | 627  | Fürstenberg                     | kostel svatého Mikuláše                            |       | II/P    | 29              | nový nástroj |
| 1999–2000 |      | Bamberk                         | kostel svatého Martina                             |       | II/P    | 37              | restaurování |
| 2000      | 628  | Neu Wulmstorf                   | Lutherův kostel                                    |       | II/P    | 25+6            | nový nástroj |
| 2000      | 629  | Lensahn                         | kostel svaté Kateřiny                              |       | II/P    | 20+2            | nový nástroj |
| 2001      | 632  | Uelzen                          | kostel Panny Marie                                 |       | III/P   | 53              | nový nástroj |
| 2001      | 633  | Zeitz                           | dóm svatého Petra a Pavla                          |       | II/P    | 27              | nový nástroj navazující na raně barokního předchůce, roku 2012 generální oprava |
| 2002      | 630  | Tel Aviv                        | Hudební akademie Samuela Rubina                    |       | III/P   | 39              | |
| 2002      | 635  | Lipsko                          | Vysoká škola hudební a divadelní v Lipsku          |       | III/P   | 60              | |
| 2002      | 636  | Seesen                          | kostel svatého Ondřeje                             |       | II/P    | 28              | nový nástroj v barokním prospektu |
| 2002      | 638  | Schwarzenbach am Wald           | Kristův kostel                                     |       | II/P    | 28              | |
| 2002      | 644  | Naumburg                        | kostel Panny Marie v naumburském dómu              |       | II/P    | 15+2            | nástroj v italském stylu, roku 2012 rozebrány a znovu sestaveny v kostele v Porýní |
| 2003      | 641  | Gilching                        | kostel svatého Šebestiána                          |       | II/P    | 25              | |
| 2004      | 645  | Lipsko                          | kostel svatého Mikuláše                            |       | V/P     | 103             | obnova varhan od Friedricha Ladegasta z roku 1862 |
| 2005      | 637  | Magdeburg                       | katedrála svatého Šebestiána                       |       | III/P   | 56              | nový nástroj |
| 2005      | 640  | Kassel                          | kostel Nejsvětějšího srdce Ježíšova                |       | II/P    | 19              | |
| 2006      | 648  | Lüchow                          | kostel svatého Jana                                |       | III/P   | 47              | nový nástroj |
| 2006      | 649  | Haverlah                        | kostel svatého Serváce                             |       | II/P    | 12+6            | nový nástroj |
| 2007      | 650  | Hannover-Döhren-Wülfel          | kostel svatého Petra                               |       | II/P    | 24              | nový nástroj |
| 2007      | 654  | Salcburk                        | Mozarteum                                          | III/P | 10      | výukové varhany | |
| 2008      | 651  | Sassenberg                      | kostel svatého Jana Evangelisty                    |       | II/P    | 32              | nový nástroj |
| 2008      | 652  | Hannover                        | Marktkirche                                        |       | II/P    | 13 + 2          | |
| 2009      | 661  | Duisburg                        | Mercatorův sál v CityPalais                        |       | IV/P    | 72              | varhany v anglickém symfonickém stylu |
| 2009      | 662  | Petrohrad                       | Konzervatoř N. A. Rimského-Korsakova v Petrohradu  |       | III/P   | 56              | koncertní varhany v Glazunovově sále |
| 2010      | 657  | Salcburk                        | Mozarteum                                          |       | III/P   | 50 + 1 externí  | koncertní varhany ve velkém sále |
| 2010      | 660  | Bad Hersfeld                    | evangelický kostel                                 |       | III/P   | 49              | nový nástroj |
| 2011      | 670  | Praha                           | Kostel Nejsvětějšího Salvátora                     |       | III/P   | 48              | nový nástroj |
| 2011      | 669  | Bělgorod                        | budova filharmonie                                 |       | II/P    | 34+5            | nový nástroj |
| 2012      | 668  | Bad Kreuznach                   | kostel svatého Pavla                               |       | II/P    | 33+7            | nový nástroj za barokním oltářem |
| 2013      | 672  | Vaduz                           | katedrála svatého Florina                          |       | III/P   | 48              | nový nástroj s využitím části Steinmeyerových varhan z roku 1874 |
| 2013      | 675  | Bodø                            | evangelicko-luterská katedrála                     |       | IV/P    | 66+9            | nový nástroj, hlavní varhany |
| 2013      | 676  | Bodø                            | evangelicko-luterská katedrála                     |       | II/P    | 8+3             | nový nástroj, kůrové varhany, ovladatelné také z hlavních varhan |
| 2014      | 664  | Trevír                          | Konstantinova bazilika                             |       | IV/P    | 82 + 5          | nový nástroj |
| 2014      | 681  | Bad Ems                         | kostel svatého Martina                             |       | II/P    | 18 + 4          | nový nástroj |
| 2015      |      | Gießen                          | kostel svatého Bonifáce                            |       | III/P   | 41              | nový nástroj s anglicko-romantickými dispozicemi |
| 2015      |      | Næstved                         | kostel svatého Petra                               |       | II/P    | 39              | nový nástroj |
| 2016      | 680  | Groß-Zimmern                    | kostel svatého Bartoloměje                         |       | II/P    | 20              | nový nástroj s využitím píšťal z předchozích varhan od Michaela Körfera |
| 2017      | 686  | Drážďany                        | Palác kultury                                      |       | IV/P    | 67              | nové koncertní varhany s pojízdným hracím stolem |
| 2020      |      | Straubing                       | bazilika svatého Jakuba                            |       | IV/P    | 94              | |